# Eduard II. Nietner
Eduard Nietner, genannt Eduard II. Nietner (* 30. Juni 1842 in Potsdam; † 10. März 1909 in Charlottenburg) war ein Königlicher Hofgärtner im Marlygarten der Potsdamer Parkanlage Sanssouci und im Berliner Schlossgarten von Charlottenburg.

## Leben und Wirken
Eduard Nietner gehörte zur vierten Hofgärtner-Generation der Gärtnerdynastie Nietner. Er wurde in einem Gärtnerhaus der Parkanlage Sanssouci geboren, wo sein Vater Eduard I. Nietner im Amt des Hofgärtners die Melonerie (Treiberei) leitete. Seine Mutter Auguste, geborene Balzer, stammte aus dem nahen Werder.
Der Familientradition folgend ließ sich Nietner zum Gärtner ausbilden und absolvierte seine Lehrjahre von 1858 bis 1861 im Park Sanssouci in den Revieren Charlottenhof bei Julius Hermann Morsch (1809–1869), am Neuen Palais bei Carl Julius Fintelmann und  bei seinem Onkel und Nachfolger des Vaters in der Melonerie Wilhelm Nietner. Außerdem besuchte er 1859 die Königliche Gärtnerlehranstalt am Wildpark bei Potsdam, die Peter Joseph Lenné als Direktor leitete. Nach der Lehrzeit erhielt Nietner 1861 eine Gehilfenstelle in der Baumschule am Neuen Palais und von 1862 bis 1865 im Botanischen Garten in Berlin.
1865 unternahm er eine Weiterbildungsreise nach Paris, die er 1866 wegen des Deutschen Kriegs abbrechen musste. Nach dem Kriegsdienst wurde er von 1866 bis 1869 als Obergehilfe nach Koblenz berufen und ging von dort noch im selben Jahr bis 1867 auf Wanderschaft, die ihn nach Süddeutschland, Holland, Belgien, Frankreich und England führte. Zurück in Potsdam, arbeitete Nietner als Obergehilfe im Park Sanssouci. Die Teilnahme am Deutsch-Französischen Krieg unterbrach von 1870 bis 1871 auch diese Tätigkeit. 
Als der Hofgärtner des Marlygartens im Park Sanssouci Gustav Meyer 1870 als Städtischer Gartendirektor nach Berlin berufen wurde, erledigte vorerst Ferdinand Jühlke dessen Aufgaben in Potsdam, bis Eduard Nietner nach seiner Rückkehr die Hofgärtnerstelle übernahm. In diese Amtszeit fiel auch die Modernisierung der Villa Liegnitz und die Umgestaltung des Gartens. Das Anwesen im Südosten des Parks Sanssouci sollte Prinzessin Charlotte von Preußen nach der Heirat mit dem Erbprinzen Bernhard von Meiningen 1878 als Residenz dienen. Der Hofgärtner ihrer Mutter Kronprinzessin Victoria, Emil Sello, entwarf nach deren Vorstellungen Pläne für eine Gartenanlage in streng geometrischen Formen, die Eduard Nietner 1877 bis 1878 ausführte.
Nach seiner Dienstzeit in Potsdam wechselte er 1880 in den Charlottenburger Schlossgarten, um dort das Amt des verstorbenen Hofgärtners Hermann Kellner (1812–1880) zu übernehmen. Der regierende Kaiser Wilhelm I. zeigte wenig Interesse an Schloss und Garten. 1883 verlegte das Erbprinzenpaar von Sachsen-Meiningen seine Residenz von der Villa Liegnitz in das Schloss Charlottenburg. Bei dieser Gelegenheit wurde der so lange vernachlässigt und öde dagelegene Platz vor dem Schlosse in ein Koniferenparterre umgestaltet, mit kassettenartig vertieften Rasenplätzen und in den Formen der Renaissance gehaltenen Coniferen-Gruppen sowie anderen immergrünen Sträuchern und Bäumen. Die Pläne entwarf Gustav II. Adolph Fintelmann vor seinem Weggang nach Hannover, die Nietner 1884 ausführte.
Nachdem der Hofgärtner von Monbijou Robert Eulefeld (1849–1902) nach Hannover versetzt worden war, bekam Eduard Nietner das Revier 1891 noch dazu. Dort züchtete er hauptsächlich Dekorationspflanzen. Neben sämtlichen Blattpflanzen, Palmen und Farnen kultivierte er in großem Umfang blühende Pflanzen und brachte 1897 neben Tausenden von Zwiebelgewächsen, Maiblumen etc. zahlreiche, allerdings ausserhalb angezogene Blütenpflanzen [...] zur Entwicklung. Als Eduard Nietner erkrankte, kam im Januar 1909 Georg Potente aus Sanssouci und übernahm vorläufig die Amtsgeschäfte. Nach Nietners Tod wurde Potente im März des Jahres zu dessen Nachfolger in Charlottenburg und Monbijou ernannt.

## Schriftstellerische Tätigkeit
Über das Ergebnis seiner Arbeiten publizierte Eduard Nietner in den zahlreichen Fachzeitschriften. 1885 verfasste er in der „Deutschen Garten-Zeitung“ einen Artikel über „Londoner Parks und Gärtnereien“. Im selben Jahr erschienen in der „Garten-Zeitung“ Aufsätze über „Das Coniferen-Parterre vor dem Königl. Schlosse zu Charlottenburg“ und „Der Königliche Wintergarten zu Charlottenburg“, den Nietner bis 1884 in der Orangerie als Palmenhaus und während der kurzzeitigen Regentschaft Friedrichs III. 1888 als blumengeschmückten Wintergarten eingerichtet hatte. Nach dem Tod der Kaiserin Augusta veröffentlichte er 1890 in der „Gartenflora“ einen Aufsatz über den Sargschmuck und 1898 seine Gedanken „Zur Verlegung der Königlichen Gärtner-Lehranstalt von Potsdam nach Dahlem“.